# 바르노강

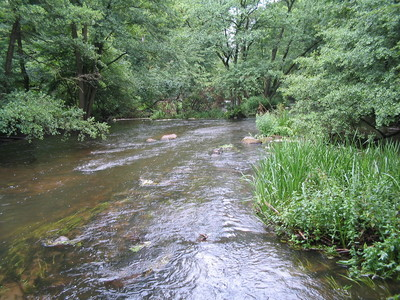
바르노프강

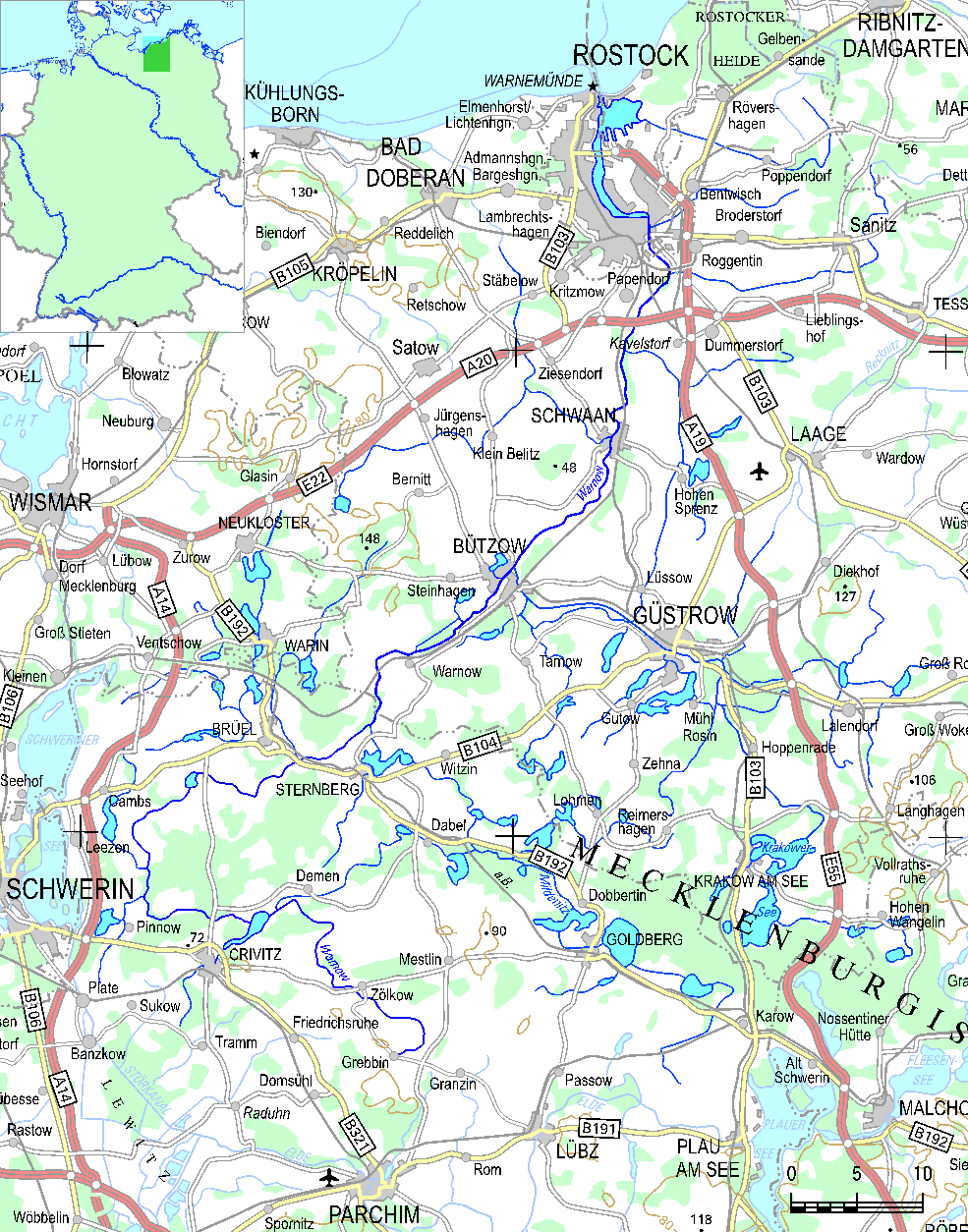
바르노프강 지도

바르노강(독일어: Warnow Fluss)은 독일 메클렌부르크포어포메른주를 흐르는 강으로 길이는 155.4 km, 유역 면적은 3,324 km2이다. 바르네뮌데와 로스토크를 통과해서 흐른다.
2003년에 로스토크와 이 강의 서쪽을 연결하는 독일의 첫 번째 현대 터널인 바르노 터널(Warnow Tunnel)이 개통되었다.